# Chilobrachys tschankoensis
Chilobrachys tschankoensis är en spindelart som beskrevs av Schenkel 1963. Chilobrachys tschankoensis ingår i släktet Chilobrachys och familjen fågelspindlar. Inga underarter finns listade i Catalogue of Life.